# Åke Dahlqvist
Åke Dahlqvist (* 11. Januar 1901 in Hallsberg, Schweden; † 19. Juni 1991 in Skanör, ebenda) war ein schwedischer Kameramann.

## Leben
Der aus Südschweden stammende Dahlqvist stieß nach seiner fotografischen Ausbildung 20-jährig zum Film und erlernte das Kamerahandwerk zunächst als Stand- und Hilfsfotograf, mehrfach unter der Regie Gustaf Molanders. In dieser Funktion war er auch 1925 an der Großproduktion Ingmars Erbe und „Rausch“ (Synd, 1928) beteiligt. Bei dem späten Stummfilm Die Verführerin ließ man ihn 1929 auch als einfachen Kameramann tätig werden. Bereits 1926 wurde Dahlqvist an der Seite des erfahrenen Bildveteranen Julius Jaenzon bei einem Nebenwerk Molanders erstmals auch als Chefkameramann arbeiten. In den 1930er Jahren fotografierte Åke Dahlqvist auch Frühwerke der nach Greta Garbo bedeutendsten Schauspielerinnen-Exporte seines Landes: Zarah Leander (in ihrem Debüt „Dantes mysterier“, 1930) und Ingrid Bergman (in den Filmen „Munkbrogreven“, „ Svedenhjelms“, „På solsidan“ und „Intermezzo“, 1934 bis 1936).
Dahlqvist blieb dem in seinem Land hoch angesehenen Gustav Molander bis zu dessen Karriereausklang Mitte der 1950er Jahre eng verbunden und fotografierte bis dahin das Gros von dessen Filmen. Immer wieder stand Åke Dahlqvist auch bei Inszenierungen anderer bekannter, schwedischer Regisseure wie Hasse Ekman, Per Lindberg, Lars-Eric Kjellgren, Gustav Edgren und Arne Mattsson hinter der Kamera. Zuletzt (ab Mitte der 1960er Jahre) fotografierte Åke Dahlqvist auch eine Reihe von Erotikmelodramen und half dadurch, in Schweden die Sexfilmwelle einzuläuten.

## Filmografie
- 1926: Die Lady ohne Schleier (Hans engelska fru)
- 1930: Flottans lilla fästmö
- 1930: Dantes mysterier
- 1931: Röda dagen
- 1931: Der Schwur des Armas Beckius (En natt)
- 1932: Tango
- 1932: Svarta rosor
- 1933: Petersson & Bendel
- 1933: En stilla flirt
- 1934: Anderssonskans Kalle
- 1934: Munkbrogreven
- 1935: Svedenhjelms (Swedenhielms)
- 1935: Äktenskapsleken
- 1935: På solsidan
- 1936: Familjens hemlighet
- 1936: Intermezzo (Intermezzo)
- 1937: Ryska snuvan
- 1937: Dollar
- 1938: Das Gesicht einer Frau (En kvinnas ansikte)
- 1938: Gubben kommer
- 1939: Juninatten
- 1940: Stål
- 1940: Fröken Vildkatt
- 1941: I natt eller aldrig
- 1941: Striden går vidare
- 1942: Rid i natt
- 1942: Jacobs stege
- 1943: Kungajakt
- 1944: Dolly tar chansen
- 1944: Den osynliga muren
- 1945: Galgmannen
- 1945: Johansson och vestman
- 1946: Kristin kommenderar
- 1946: Det är min modell
- 1947: Pappa sökes
- 1947: Frau ohne Gesicht (Kvinna utan ansikte)
- 1948: Eva (Eva)
- 1948: Flottans kavaljerer
- 1949: Kvinna i vitt
- 1949: Kärleken segrar
- 1950: Kyssen på kryssen
- 1950: Kvartetten som sprängdes
- 1951: Biffen och bananen
- 1951: Frånskild
- 1952: Trots
- 1952: Kärlek
- 1953: Glasberget
- 1953: Die Liebenden vom Gullbrandstal (Ingen mans kvinna)
- 1954: Verlorene Liebe (Herrn Arnes pengar)
- 1955: Vald
- 1956: Sjunde himlen
- 1956: Heiß war meine Sehnsucht (Sången om den eldröda blomman)
- 1957: Nattens ljus
- 1958: Land of Liberty (Dokumentarfilm)
- 1959: Mälarpirater
- 1960: Sommer und Sünder (Sommar och syndare)
- 1961: Vi fixar allt
- 1962: Vaxdockan
- 1963: Bärkorgen (Dokumentarfilm)
- 1964: Antemensale (Dokumentarfilm)
- 1965: Pang i bygget
- 1966: Torsdag eftermiddag
- 1967: Mich will jeder (Kvinnolek)
- 1967: Ruckzuck im Walde (Komedi i Hägerskog)
- 1968: Carmilla – Sie machen Liebe (Carmilla)
- 1969: Petter och Lotta nya äventyr
- 1970: Kongi’s Harvest
- 1970: Der Mann, der den Tod überlebte (Mannen från andra sidan)
- 1972: Motorcykeltjänst (Dokumentarfilm)